# 楊法深
楊 法深（よう ほうしん、生没年不詳）は、中国の南北朝時代の仇池氐の首長。陰平王。

## 経歴
楊盛の末裔にあたる。法深は陰平に拠って王を称した。孝昌年間に北魏に帰順し、職貢を絶やしたことがなかった。
後に法深は南朝梁により雄勇将軍・北益州刺史に任じられた。
535年、南朝梁の武帝により平北将軍の号に進められた。さらに驃騎将軍に進められた。
551年、法深は蕭紀に対して黎州刺史の地位を求めたが得られず、北益州刺史とされたため、西魏と通じるようになった。
552年、法深は西魏の廃帝により黎州刺史とされた。
553年、法深は西魏の尉遅迥による蜀進攻に従軍し、軍を返すと陰平に帰った。まもなく同族の楊崇集と楊陳侳が部衆を率いて内訌をはじめると、西魏の成州刺史の趙昶が使者を派遣してかれらを和解させたので、法深らもその命に従った。かれの部落は西魏によって分割され、西魏の州郡が置かれた。